# Dois Riachos
Dois Riachos, amtlich Município de Dois Riachos, ist eine Kleinstadt im brasilianischen Bundesstaat Alagoas. Sie liegt im Nordwesten des Bundesstaates und etwa 245 Kilometer westlich der Hauptstadt Maceió. Im Norden grenzt sie an den Bundesstaat Pernambuco.
Die Gemeinde hatte nach der Volkszählung 2022 9805 Einwohner, die Riachenser genannt werden. Sie steht nach Bevölkerungszahl an 66. Stelle in Alagoas und hat als Städtespitznamen Cidade do Gado, Terra da jogadora Marta, Princesa das vaquejadas (die kleine Prinzessin des Viehtreibens). Die Einwohnerzahl wurde nach der Schätzung des IBGE von 2024 auf 9906 Bewohner berechnet. Die Fläche des Gemeindegebietes beträgt rund 141,6 Quadratkilometer (2021), damit liegt die Bevölkerungsdichte rechnerisch bei 77,8 Personen pro Quadratkilometer.

## Stadtverwaltung
Stadtpräfekt (Exekutive) war nach der Kommunalwahl 2016 für die Amtszeit 2017 bis 2020 Ramon Camilo Silva des Partido Republicano Progressista (PRP), Er wurde bei den Kommunalwahlen in Brasilien 2020 mit 3625 oder 51,64 Prozent der Stimmen für die Amtszeit 2021 bis 2024 wiedergewählt. Er war für den Movimento Democrático Brasileiro (MDB) angetreten.
Die Legislative liegt bei der Câmara Municipal, der Munizipkammer (Stadtrat).
Die Stadt ist in sieben bairros gegliedert: Alto do Cruzeiro, Alto da Fé 1, Alto da Fé 2, Alto da Conceição, Centro, Nova Brasília und Pastor Ozório Brás.
Mit neun weiteren Gemeinden bildete sie von 1989 bis 2017 die Mikroregion Santana do Ipanema, diese wiederum bildete mit drei Mikroregionen die Mesoregion Sertão Alagoano, eine der insgesamt drei statistisch-geografischen Mesoregionen in Alagoas.

## Verkehr
Die nächstgelegenen Flugplätze sind Aeroporto de Paulo Afonso (126,2 Kilometer), Aeroporto Internacional Zumbi dos Palmares (144,4 Kilometer) und Aeroporto de Caruaru 1.
Angebunden ist der Ort an die diagonal von Maceió bis nach Belém im Bundesstaat Pará führende Bundesstraße BR-316.

## Söhne und Töchter der Stadt
- Marta Vieira da Silva (* 1986), Fußballnationalspielerin